# Aleuroclava aucubae
Aleuroclava aucubae là một loài côn trùng cánh nửa trong họ Aleyrodidae, phân họ Aleyrodinae.
Aleuroclava aucubae được Kuwana miêu tả khoa học đầu tiên năm 1911.